# بيرت كون
بيرت كون (بالإنجليزية: Bert Conn)‏ هو لاعب كرة قاعدة أمريكي، ولد في 22 سبتمبر 1879 في فيلادلفيا في الولايات المتحدة، وتوفي بنفس المكان في 2 نوفمبر 1944.